# Fernand Dauchot
Pour les articles homonymes, voir Dauchot.
Fernand Albéric Dauchot, dit Daucho (né le 3 décembre 1898 dans le 14e arrondissement de Paris, décédé le 10 juin 1982 à Riantec), est un artiste peintre expressionniste français. 

## Biographie
Fernand Dauchot a étudié à l’École des arts appliqués de Paris, puis au musée des arts décoratifs de Paris. Il part sur le front en 1917 et en revient blessé. Le peintre a essentiellement peint la Bretagne : il arrive à Pont-Aven en 1923 et fréquente les autres artistes à l'hôtel de la Poste. Il se marie avec une jeune bretonne en 1925. Il habite d'abord à Paris mais passe chaque été beaucoup de temps en Bretagne. Il habite aussi pendant dix ans à Riec-sur-Bélon, à partir de 1933. Ses sujets préférés sont les bords de l'Aven. Après la guerre, il aménage une maison et un atelier à Pont-Aven. 
Il expose au Salon des indépendants de 1927 à 1929 et en 1948, expose à la Galerie Cardo.
Les œuvres du peintre sont restées méconnues du grand public pendant de nombreuses années, mais les tableaux de Fernand Dauchot illustrent depuis 2010 les enveloppes des bureaux de poste de Concarneau, Névez et Pont-Aven et ce qui devrait contribuer à faire connaître ce peintre.

## Œuvre
- L'Aven au Plessis, 1926, Musée des beaux-arts de Quimper, France
- Le Bois d'Amour, 1957, huile sur papier, Musée des beaux-arts de Pont-Aven[7]
- Bagarre de blousons noirs, 1960, huile sur toile, 89 × 116 cm, musée des beaux-arts de Brest[8]

## Expositions
- « Rétrospective Fernand Daucho », 2011, Musée du Faouët[9].
- Musée des beaux-arts de Pont-Aven, 1985
- Musée des beaux-arts de Brest, 1972[8]